# Protodobenus
Protodobenus — вимерлий рід родини моржевих. Рід містить такі види: Protodobenus japonicus. Скам'янілості виявлено в Японії.